# Erlang Shan
Erlang Shan (chinesisch 二郎山) ist ein Hügel an der Ingrid-Christensen-Küste des ostantarktischen Prinzessin-Elisabeth-Lands. Er ragt östlich des Jiemei Feng auf der Tonagh Promontory in den Larsemann Hills auf.
Chinesische Wissenschaftler benannten ihn 1993 im Zuge von Vermessungsarbeiten.